# Biedkowo-Osada
Biedkowo-Osada (do 2011 Biedkowo) – osada w Polsce położona w województwie warmińsko-mazurskim, w powiecie braniewskim, w gminie Frombork.
W latach 1975–1998 miejscowość należała administracyjnie do województwa elbląskiego.
1 stycznia 2011 r. zmieniono urzędowo nazwę miejscowości z Biedkowo na Biedkowo-Osada.
W latach 1969–1990 w Biedkowie-Osadzie mieścił się pierwszy w Polsce ośrodek przystosowania społecznego, przeznaczony dla mężczyzn. Karę odbyło tu ok. 1750 osób.